# Pachyphyllum tajacayaense
Pachyphyllum tajacayaense är en orkidéart som beskrevs av David Edward Bennett och Eric Alston Christenson. Pachyphyllum tajacayaense ingår i släktet Pachyphyllum och familjen orkidéer.
Artens utbredningsområde är Peru. Inga underarter finns listade i Catalogue of Life.